# جغن (شوط)
جغن هي قرية في مقاطعة شوط‌، إيران. عدد سكان هذه القرية هو 18 في سنة 2006.